# トミカ絆合体 アースグランナー
『トミカ絆合体 アースグランナー』（トミカきずながったい アースグランナー）は、タカラトミー原作のアニメ作品。2020年4月5日から2021年3月28日までテレビ大阪・テレビ東京系6局ネットにて放送された。

## 概要
タカラトミーの自動車玩具トミカの生誕50周年を記念した作品で、トミカを題材とした作品は2017年放送の『トミカハイパーレスキュー ドライブヘッド 機動救急警察』（TBSテレビ）以来約2年半ぶりとなり、テレビ大阪製作の全国ネットアニメは2010年4月から翌年3月まで放送された『最強武将伝 三国演義』以来約10年ぶりとなる。同枠は本作品以降、タカラトミーの玩具を原作としたアニメ枠に転換している。
本作品では自動車メーカー3社（日産自動車・トヨタ自動車・本田技研工業）が製作協力しており、作品後半からはコアグランナーのベース車に3社のスポーツカー（日産・GT-R・トヨタ・スープラ・NSX）が登場するようになった。トミカ原作の作品だが、ダイキャストミニカーの商品展開は行われなかった。
提供クレジットの秒数はテレビ大阪製作の日曜朝9時30分枠では長年15秒で行われていたが、本番組より10秒に短縮された。また、第1話の提供読みはテレビ大阪のアナウンサーが担当していたが、第2話よりライガとクウガが提供読みを担当している。

### 制作
本作品は「3歳児から楽しめるロボットアニメ」というコンセプトとなっており、基本的に1話完結で、途中から視聴者が観始めたり、1話だけ観たとしても楽しめる内容となっており、徐々に1話完結のエピソードが繋がっていき、終盤にはすべての要素がクライマックスに一つのうねりへと形を変えていくものとなっている。2DCGのケレン味と3DCGの緻密なディテールを併せ持ったアニメロボットの最新映像技術が見どころとなっている。
トミカの最もコアな年齢層である3歳児が本作品を入り口にその先も成長とともにロボットアニメやロボット玩具に慣れ親しんでもらうというのが長期的なスパンのテーマとなっている。そのため、未就学の3歳児が観て楽しめるロボットアニメというものではあるが、広く細かい世界観や設定をある程度頭に入れておく必要があり、幼児には過激な戦闘シーンや戦争は少し早い描写が絡むことが多く、敵味方が入り乱れるキャラ同士の構図も複雑になってしまう。それらを受け入れやすくするために、分かりやすい話にして基本的に1週1話完結で、家族みんなで観られる明るい作風を目指し、子供たちが怖がらないようにしている。
ガオグランナーレオ・チータが商品展開のツートップになることや、その流れで二人の主人公になることが決まり、子供にその設定を番組スタート時から分かりやすくするために兄弟となったが、序列を二人の関係に作りたくなかったことから双子ということとなった。ただ、設定だけでの双子では寂しいことから双子らしいと思えるような台詞や仕草を取り入れ、物語上で主人公が双子である意味や必然性を高める「双子いいねタイム」を設けている。
子供が好きなものランキングの上位3位が「動物」「車」のため、「人と動物の絆」「動物と乗り物の絆」というテーマとなった。また、『ドライブヘッド』との差別化から、デザインに牙や爪などの動物らしい意匠を組み入れており、コアグランナートミカには動物の意匠を入れつつ、車を強く意識したものとなり、それに対してガオグランナーは強めにアニマルマシンのような要素を加え、アースグランナーはシャープなカッコよさを重視したマスク顔のデザインとなった。また、トミカ50周年であることと地球の自転エネルギーであるアースエナジーとタイヤの回転は親和性が高いというアイデアから、ロボットの目立つ場所にタイヤを配置し、必殺技やチャージなどの全ての要素をタイヤの回転として意識的に表現している。また、トミカ50周年記念のアニメであることからトミカ＝車をカッコよく見せたり、ドライビングテクニックを駆使する姿を描くため、子供の姿ではなく大人の変身ヒーローが活躍するアニメとなり、ロボットと変身ヒーローの活躍の中心にトミカを配置することで、車がカギとなって連動することを表現している。
人間ではなくガオグランナーたち同士の交流という設定は、ロボットが道具ではなく相棒であり友達である、主人公とロボットが絆を結ぶというタイトル通りのシーンをしっかりと描くため、ガオグランナーにも心や感情を乗せて、戦闘だけではなくたわいのないケンカや日常会話をしてこその相棒ではないかというものとなった。
コアグランナーにはトミカの車たる部分を純粋に担い、ガオグランナーにはいわゆる心を搭載している。そのため、合体後の会話時にはカメラがガオグランナーの顔にあたる胸部に寄ることで心がここにあるというのをカメラワークで表現している。
3DCGではあるが、手作業で効果やエフェクトを2D作画的に処理することで、かつてのセルアニメのような手描きの空気感や雰囲気を感じさせるものとなった。王道の低年齢向けのロボットアニメを全力で作り、家族で楽しんで観てもらうように3DCGや家族ドラマなどに加えて、明確に物語の本筋を描き、暖かみのあるジョークをその合間に入れている。
戦闘のみならず、家族をテーマに描いたロボットアニメは、監督のウシロシンジがかつて見ていた『勇者シリーズ』が無意識のうちに感性に組み込まれていたものと推測している。

## あらすじ
地球の自転エネルギーから生まれるアースエナジーを狙い、宇宙暴走族ダークスピナーが地球に襲来した。双子の兄弟駆動ライガと駆動クウガは、地球防衛隊アースグランナーの一員となり、意思を持つマシン・ガオグランナーとコンビを組んでダークスピナーに立ち向かう。

## 登場人物

### 主人公
駆動 ライガ / グランナーR
声 - 石上静香
双子の弟。2月2日生まれの12歳。普段は母が勤めるジョーノ動物園の手伝いをしており、子供たちにライオンの生態を教えている。
何事にも負けず嫌いな明るい一度決めたら突き進む猪突猛進型の熱血漢で、兄に比べパワーに優れるが精密性に欠ける。
興奮した際に発する「チビるなよ！」が口癖で、時折父親譲りの「バリマジ」も発する。
ガオグランナーレオのドライバーに選ばれ、グランナーRとして戦う。ハンドルソードでの格闘や接近戦を得意とする。
- ライガ役の石上は、グランナーRは18歳くらいの青年という設定で、少し精神年齢を上げているが、子供っぽい仕草をしたり、叫んだりするときは12歳のイメージに寄せている。変身後の声はマスク越しの声になるように加工している。

駆動 クウガ / グランナーK
声 - 桜井春名
双子の兄。2月2日生まれの12歳。普段はライガ同様ジョーノ動物園の手伝いをしており、特にワシを可愛がっている。
冷静沈着な頭脳派だが、ライガとともにいるとはしゃぐ一面も持つ。弟に比べスピードに優れるが考えすぎるところがある。
ガオグランナーイーグルのドライバーに選ばれ、グランナーKとして戦う。ハンドルガンでの遠距離射撃を得意とする。

### 地球防衛隊アースグランナー
マッハ ゴウ / グランナーG
声 - 福山潤
T1グランプリ三連覇の成績で知られる凄腕のチャンピオンレーサー。5月5日生まれの20歳。本業の傍らアースグランナーのテストドライバーを務めており、ドライビング指導のサポートを行っている。大人の冷静さと熱い心を併せ持つ。愛車は日産・GT-R。
ガオグランナーとのキズナレベルが低いため正式なドライバーには選ばれなかったが、いつかガオグランナーを乗りこなしたいと夢見ていた。
ワールドグランプリ第一戦のカナダグランプリ優勝後、EARTHカナダ支部からコアグランナーティラノを授かり、ティラノの「自由に走りたい願望」とゴウの「自分も戦いたい願望」が共鳴し、訓練の成果もあってグランナーGに変身が可能になった。かっこよく正体を明かしたいという理由から、素早く気付いたリン以外の子供たち（ライガ・クウガ・カケル・ジョー）には正体を隠していたが、第34話でアースエナジー切れになって変身が解けライガとクウガに、第35話冒頭でカケルとジョーにも正体がバレてしまった。
- ライガやクウガなどの子どもたちと、イクゾウとリンなどの大人たちが後方で指揮を執る編成となっており、子供向けロボットアニメでは前線で子供を戦わせるという構図は避けられないが、上手くやらなければ感情移入して観ている子供たちは「大人が勝手な命令ばかりしている」と感じてしまうため、それを防ぐためにグランナーに近い立場にある双方の意見を橋渡しできる大人という設定となり、他のグランナーが熱くなった時に冷静になるようたしなめるストッパー役を担っている。当初はグランナーになる予定はなく、話を進めていくうちに就任することが決まった。
- グランナーGの初期デザインでは肩や足の装飾、ヘルメットが決定デザインとは異なり、右腕にアースブレスが巻かれている。当初はガオグランナーも主人公たちの強化パーツが入ったコンテナを牽引するマンモスをモチーフとして考えられていたが、ゴウがカリスマレーサーであることから恐竜モチーフとなった。

駆動 バリキ
声 - 樫井笙人
クウガとライガの父。コアグランナーなどのメカニック類の開発を行う博士。
天才的な頭脳を持つが、とぼけた性格で物忘れがひどく、時折自分の発明に関することですら忘れてしまう。
驚いた時に発する「バリマジ」が口癖。
ジャイロン
声 - 遠藤綾
バリキが開発したAI搭載のナビゲーターロボ。地球儀の形をしている。口癖は「-クルン」。
物忘れがひどいバリキに代わって、アースグランナーのメカやダークスピナーに関する情報を説明する。スペースカスタム計画ではシャトルに安全航行システムとして搭載された。
熊猫 イクゾウ
声 - 鷲見昂大
アースグランナーの戦闘や調査任務を指揮するアースグランナーの司令官。カケルとリンの父親でもあり、サーベルが暴走した際にはカケルの安全を計画進行より最優先している。バリキとは大学時代からの友人。
熊猫 リン
声 - 陶山恵実里
アースグランナーのオペレーター。イクゾウの娘。ライガ・クウガと同い年で、同じ学校に通う。9月10日生まれ。
長らく行方不明になっていた兄・カケルの身を案じており、一時期は敵として現れた彼との戦いに心を痛めていた。
ジェニファー
声 - 佐藤はな
アースグランナーオーストラリア支部の開発主任。
バリキの大ファンで、彼の取材記事が載った雑誌を大量に集めている。
駆動 マンリキ
声 - 樫井笙人
クウガとライガの祖父。65歳。カー用品店「オレンジピット」ジョーノ店第一整備室の班長を務める。
整備の腕前は「ザ・職人」と称されるほどで、職場では厳格だが、孫たちには非常に甘い。
かつてはアースグランナーの整備主任だったが、自身が考える自動車の定義を大きく外れたガオグランナーの開発が始まったことをきっかけに離脱。
その後完成したレオやイーグルのことも快く思っていなかったが、第15話での一件を経て認めるようになり、アースグランナーにも復帰した。
ジョー・パケーロ / グランナーJ
声 - 堀江瞬
アメリカ支部からやってきたガオグランナーバッファローのドライバー。1月6日生まれの14歳。
農場育ちの底抜けのポジティブなカウボーイで、初対面の相手にも濃密なスキンシップ（ハグ）を行う気さくな性格で、バーベキューが好き。
アースグランナーのメンバーたちや動物を自身の「ファミリー」と呼び、カケルに対しても分け隔てなく接している。
熊猫 カケル / グランナーX
声 - 内田雄馬
行方不明になっていたリンの兄。9月18日生まれの14歳。幼いころからサーベルタイガーに憧れ、サーベルと心を通わせることができる唯一の人間。5人の少年の中で最も早くグランナーになった。物静かだが、少し天然。
サーベルと行動を共にしており、一時期はグランナーR/Kの前に敵として立ち塞がっていた。第25話でサーベルと共にEARTHに戻ることを決意した。
国道 シゲル
声 - 手塚ヒロミチ
世界中の遺跡を巡る宇宙超古代文明のエキスパート兼EARTH研究員。5月9日生まれ。かつて非科学的な研究内容として学会を追放されている。助手のアウトバーンと行動を共にしている。
眼鏡を外すことで頭の回転が加速するスーパー国道モードが発動する。
アウトバーン
声 - 佐藤はな
EARTH研究員助手。3月21日生まれの20歳。シゲルと共に行動を共にするが、彼のせいで様々なトラブルに巻き込まれる。

### ジョーノ動物園
スティーブ
声 - 福山潤
ライガたちが手伝いをするジョーノ動物園の飼育係リーダー。
忍者などの日本文化に強い興味を持つ外国人で、語尾に「ござる」をつけて話す。
駆動 マドカ
声 - 遠藤綾
ライガとクウガの母。ジョーノ動物園で獣医として働いている。
明るくお茶目な性格で、たびたび動物の着ぐるみを着て登場する。地球防衛隊のことは認知していない。ライガとクウガの大好物であるマドカ特製スタミナスープが得意料理。

### 宇宙超超古代文明
キングオブビースト、スカイカイザー
声 - 水島裕（キングオブビースト） / 野島昭生（スカイカイザー）
宇宙超超古代文明の守護者で、サビブレーカーと相打ちとなったことで現在は思念のみの姿となっている。

## メカニック

### ガオグランナー
ガオグランナーレオ
声 - 檜山修之
ライオンのAIを搭載したグランナーR用特殊大型ビークル。
血気盛んな性格で、「百獣の王」を自称する自信家。ネコ科のライオンの動物思念を移植されているため、水を苦手とする。
ガオグランナーイーグル
声 - 日野聡
鷲のAIを搭載したグランナーK用特殊大型ビークル。
自然を愛する冷静沈着で紳士的で礼儀正しい性格をしているが、パートナーのクウガを傷つけられるなど義憤に駆られると我を忘れてしまうことがある。
ガオグランナーイーグルエアロトルネード
エアロトルネードトミカによってガオグランナーイーグルがタイプチェンジした姿。
ガオグランナーイーグルブルーカスタム
ブルーカスタムトミカによってガオグランナーイーグルとブループテラが合体した姿。
ガオグランナーチータ
チーターのAI搭載の特殊大型ビークル。レオやイーグルと異なり、言葉を発しない。
ネコ科のチーターの動物思念を移植されているため、レオ同様水を苦手とする。
ガオグランナーシャーク
オーストラリア支部で開発されたサメのAI搭載の特殊大型ビークル。チータ同様、言葉を発しない。
ガオグランナーサーベル
声 - 田島章寛
絶滅動物であるサーベルタイガーの動物思念を移植されたAIを搭載したグランナーX用特殊大型ビークル。
地上最強の誇りを抱いて眠りにつき、自身がすでに滅び去った存在であることを自覚しており、勝手な都合で自身を蘇らせ、利用する人間への復讐心を抱いている。
アースケイブを脱走後はムレウマシティ・ソウツスプリングの洞窟に潜伏していたが、ダークスピナーからダークエナジーを提供されて復活した。
第22話でダークエナジーが暴走し、爆発寸前にカケルを守るためコアグランナーサーベルを強制分離させた。その後は、各地を彷徨っていたが、火口へ身投げしようとしたところをカケルに思い留められる。アメリカで超古代文明の攻撃に倒される寸前でバッファローに助けられ、アースエナジーを供給された際に「ファミリーなら当然」という言葉に心動かされ、カケルと共に生きていき、心を開くことで絆を結んだ。第23話以降ではダークエナジーが消えアースエナジーになったことから、エナジーの噴出が紫から緑へ変化している。
ガオグランナーブラックパンサー
クロヒョウのAIを搭載したグランナーX用特殊大型ビークル。言葉を発しない。
ガオグランナークロウ
カラスのAIを搭載したグランナーX用特殊大型ビークル。言葉を発しない。必殺武器クロスブーメランに変形する。
ガオグランナーバッファロー
声 - 手塚ヒロミチ
バッファローのAIを搭載したグランナーJ用特殊大型ビークル。ロデオダッシュモードにも変形可能。
ジョー同様に陽気でアメリカン。口も達者で、サーベルと度々舌戦を繰り広げている。バッファローの動物思念を移植されているため、ビーフ（牛肉）を苦手とし、その言葉を聞くと弱気となる。
- イラスト決定稿ではリア部分に肩パーツが取り付けられていた。ロデオダッシュモードはイラスト決定稿では玩具とはハンドルの形状が異なる。

ガオグランナーアリゲータ
ワニのAIを搭載したグランナーJ用特殊大型ビークル。言葉を発しない。
ガオグランナーティラノ
声 - 大畑伸太郎
ティラノザウルスのAIを搭載したグランナーG用特殊大型ビークル。ずっと地中深くにいたことから自由に走りたいという願望があり、同じく前線で戦いたい願望を持つゴウことグランナーGの心に呼応。当初は古代生物であったため、意思疎通ができなかったが、初ライドオンと同時に喋れるようになった。名付け親もゴウである。
ガオグランナートリケラトプス
トリケラトプスのAIを搭載したグランナーG用特殊大型ビークル。言葉を発しない。
ガオグランナーレッドプテラ / ブループテラ
声 - 浅利遼太（レッド） / 安田陸矢（ブルー）
プテラノドンのAIを搭載した特殊ビーグル群。ティラノとは古来からの友人。二体とも宇宙超超古代文明の守護者として雇われたが、契約切れになった後仲間になった。関西弁でしゃべり、漫才のボケツッコミをする。ティラノ（当人はティラ三（ぞう）と名乗った）およびグランナーGからはそれぞれ赤ドン、青ドンと呼ばれている。
- ゴウのアースグランナーが恐竜モチーフに変更となったことから、レオチータとイーグルシャークの強化メカも恐竜モチーフとなった。
- 当初は自我のない武装として登場させる案もあり、キャラが増えすぎて物語にまとまりがなくなるのを避けたいと思いつつ、子供に愛着を持ってもらうためにキャラ寄りとなった。

### コアグランナー
コアグランナーレオ / イーグル / サーベル / バッファロー / ティラノ
グランナーR/K/X/J/Gが乗り込む特殊小型ビークル。前述のガオグランナーレオ/イーグル/サーベル/バッファロー/ティラノと合体する。
コアグランナーレオGT-R
コアグランナーレオGT-Rトミカによってコアグランナーレオがタイプチェンジした形態。
GT-Rトミカに搭載されたJGSS（じいちゃんグランナースピリッツシステム）によって、マンリキの車を愛する心・カースピリッツを力に変えて戦う。

コアグランナーイーグルスープラ
コアグランナーイーグルスープラトミカによってコアグランナーイーグルがタイプチェンジした形態。
GT-Rトミカ同様、搭載されたJGSSによって、マンリキの車を愛する心・カースピリッツを力に変えて戦う。

コアグランナーサーベルNSX
コアグランナーサーベルNSXトミカによってコアグランナーサーベルがタイプチェンジした形態。GT-R・スープラ同様JGSS搭載機だが、リンがシステムを操縦するためOGSS（おにいちゃんがんばれ❤スピリッツシステム）と名称が変わっている。

### アースグランナー
アースグランナーレオチータ
ガオグランナーレオとガオグランナーチータが合体した巨大ロボ。
グランナーRと同様にソードでの攻撃をメインに戦い、ソードを振りかぶって放つアクセルソードが必殺技。
アースグランナーレオチータターボファイヤー
レオチータがターボファイヤートミカによってタイプチェンジした形態。炎の力を操る。
アースグランナーレオチータトルクロック
レオチータがトルクロックトミカによってタイプチェンジした形態。岩の力を操る。
アースグランナーレオチータGT-R
レオチータがGT-Rトミカによってタイプチェンジした形態。
コアグランナーレオGT-R同様、カースピリッツの力で強化されている。
アースグランナーレオチータレッドカスタム
レオチータがレッドカスタムトミカによってカスタムチェンジした形態。
アースグランナーゴッドレオチータ
キングオブビーストの魂を託されたことで、白くボディが変化し、獅子の鬣のような黄金の翼が生まれた最強の姿。飛躍的に全ての力が上がるが、3分間のみにしかこの姿になれない。
ゴッドアクセルソードが必殺技。
アースグランナーイーグルチータ
ガオグランナーイーグルとガオグランナーチータが合体した巨大ロボ。
アースグランナーイーグルチータエアロトルネード
イーグルチータがエアロトルネードトミカによってタイプチェンジした形態。風の力を操る。
アースグランナーイーグルシャーク
ガオグランナーイーグルとガオグランナーシャークが合体した巨大ロボ。
最大の特徴は飛行能力で、グランナーK同様に射撃をメインに戦い、敵をスピーディーに仕留める戦闘スタイルを得意とする。ジェットアローが必殺技。
- ガオグランナーイーグルは車をモチーフとしていないが、アースエナジー＝回転のイメージを明確にするため、ホイールが翼に付けられた。

アースグランナーイーグルシャークエアロトルネード
イーグルシャークがエアロトルネードトミカによってタイプチェンジした形態。風の力を操る。
アースグランナーイーグルシャークスクリューウェーブ
イーグルシャークがスクリューウェーブトミカによってタイプチェンジした形態。波の力を操る。
アースグランナーイーグルシャークスープラ
イーグルシャークがスープラトミカによってタイプチェンジした形態。
コアグランナーイーグルスープラ同様、カースピリッツの力で強化されている。
アースグランナーイーグルシャークブルーカスタム
イーグルシャークがブルーカスタムトミカによってカスタムチェンジした形態。
アースグランナーゴッドイーグルシャーク
平和を願う心をスカイカイザーに認められたことで、白くボディが変化し、黄金の翼を携えた姿。ゴッドレオチータ同様に3分間の制限時間がある。ゴッドジェットアローが必殺技。
アースグランナーサーベルパンサー
ガオグランナーサーベル・ガオグランナーブラックパンサー・ガオグランナークロウの3体が合体した巨大ロボ。最初に地球防衛隊で開発された。ファングバンパーが武器。
- イラスト決定稿では背面パーツや頭部の角パーツの形状が異なっている。また、両腕には玩具には付属していない剣のような武器が装着されている。

アースグランナーサーベルパンサードリフトサンダー
サーベルパンサーがドリフトサンダートミカによってタイプチェンジした形態。雷の力を操る。
アースグランナーサーベルパンサーグリップブリザード
サーベルパンサーがグリップブリザードによってタイプチェンジした形態。氷の力を操る。
アースグランナーサーベルパンサーNSX
サーベルパンサーがNSXトミカによってタイプチェンジした形態。
コアグランナーサーベルNSX同様、OGSSの力で強化されている。
アースグランナーバッファゲータ
ガオグランナーバッファロー・ガオグランナーアリゲータが合体した巨大ロボ。
防御力と突進力は随一で、ホーンシールドとパイルアックスを武器とする。パイルハンマーが必殺技。
- イラスト決定稿のパイルアックスのカラーリングとガオグランナーバッファローの頭部が変更されている。

アースグランナーティラノトプス
ガオグランナーティラノとガオグランナートリケラトプスが合体した巨大ロボ。
マッハカリバーが必殺技。
- 玩具ではカラーリングは金となっているが、デザイン時点ではオレンジに近い色味であった。玩具とはホイールのバランスが異なるなど、全体的にスマートなイメージで描かれていた。

アースグランナーティラノトプスフルカスタム
アースグランナーティラノトプスにレッドプテラとブループテラが合体した形態。

### グランナーが使用するアイテム
コアグランナーレオトミカ / イーグルトミカ / サーベルトミカ / バッファロートミカ / ティラノトミカ
各グランナーが使用するトミカ。中にアースエナジーが入っており、アースブレスに装着することによってグランナーR/K/X/J/Gへの変身を行う。
タイプチェンジトミカ
アースブレスに装着することによって、それぞれの能力がコアグランナーおよびアースグランナーに付加される。
コアグランナーイーグルエアロトルネードトミカ
風の属性を宿したイーグルトミカ。
コアグランナーレオターボファイヤートミカ
炎の属性を宿したレオトミカ。
コアグランナーレオトルクロックトミカ
岩の属性を宿したレオトミカ。
コアグランナーイーグルスクリューウェーブトミカ
波の属性を宿したイーグルトミカ。
コアグランナーサーベルドリフトサンダートミカ
雷の属性を宿したサーベルトミカ。
コアグランナーレオGT-Rトミカ
マンリキが長年の経験を活かして開発したレオトミカ。
他のレオトミカとは異なり、日産・GT-Rを元にデザインされている。
コアグランナーイーグルスープラトミカ
GT-Rトミカ同様マンリキが長年の経験を活かして開発したイーグルトミカ。
トヨタ・スープラ（5代目DB型）を元にデザインされている。
コアグランナーサーベルグリップブリザードトミカ
氷の属性を宿したサーベルトミカ。
コアグランナーサーベルNSXトミカ
リンがカケルのためにマンリキに頼み込んで開発したサーベルトミカ。
ホンダ・NSX（2016年型）を元にデザインされている。
カスタムトミカ
アースブレスに装着することによって、コアグランナーもしくはアースグランナーとプテラ系が合体し、性能が大幅に向上する。
レッドカスタムトミカ
レッドプテラとのカスタムチェンジのためのトミカ。
ブルーカスタムトミカ
ブループテラとのカスタムチェンジのためのトミカ。
ゴッドチェンジトミカ
キングオブビーストとスカイカイザーの力を受け継いだトミカ。
アースブレス
声 - マックスウェル・パワーズ
各グランナーがグランナーR/K/X/J/Gへの変身やアースグランナーの必殺技発動時に使用するブレスレット。コアグランナー乗車時に自動的に装着される。一定以上の絆レベルがなければ、出現しない。アースエナジーはホイールを回転させることで生み出す。
アースハンドル
グランナーR/K/X/J/Gが使用するアイテム。ハンドルとしてコアグランナーを操作することができ、戦闘時には取り外して左右に中央部分をクリックすることで、銃身が延びてハンドルソード、ハンドルガンに変形させて攻撃を行う。コアグランナーを装着することで強力な一撃を放つことも可能。

## 敵キャラ

### ダークスピナー
- 「故郷を取り戻す」という事情があっての行動のため、未就学児にも分かるように、決して真の悪ではない嫌悪感のある悪役にならないようにし、本当に倒さなければならない巨悪は他にいるということを描いている[9]。

ブレーキー
声 - 中務貴幸
ダークスピナーのボス。チャンバーの父でもある。「ブレーキーだけにな！」がキメ台詞。
惑星ダークの滅亡に際して肉体を失っており、現在はデータ化した精神体として生き延びている。
娘のチャンバーには甘いが、クラッチやオイラーには厳しくあたる。
チャンバー
声 - 若井友希
ダークスピナーの紅一点でブレーキーの娘。「-っちゃ」、あるいは「-チャンバー」が口癖。クラッチとオイラーも逆らえない勝ち気な性格。
クラッチ
声 - 中西正樹
ダークスピナーの一員で、細身の男性。芸術家肌な性格で、美しさのみでスピンガーを生み出す場所を選んだこともある。「-っち」が口癖。
カレーの美味しさに目覚め、自作している。
オイラー
声 - 藤原聖侑
ダークスピナーの一員で、大柄な男性。メカニック担当で、母艦オーへの加速ブースターの設置や超古代システムの修理をこなしている。パフパフを相棒として連れている。「-ラー」が口癖。
パフパフ
声 - 山口智広
オイラーの相棒で、ダークスピナーのマスコット的存在。ダークエナジーの分析と情報収集に優れている。エナジー発生源やアースグランナーの挙動を察知する。

### サビ
サビ
遥か昔の地球でキングオブビーストとスカイカイザーに倒され、宇宙へと退いた謎の存在で、宇宙超超古代文明と惑星ダークを滅ぼし、全てを闇で覆い尽くす本作品の真の敵。
サビブレーカー
母艦オーを侵食したサビが融合した形態。装甲と武装で全身を覆っているため、アースグランナーでさえ近づくことが困難である。その星の地軸の傾きを巨大なアンカーで変えることでエナジーを枯渇させる。

## 用語

### アースグランナーに関連する用語
アースグランナー
基地施設アースケイブを拠点とする地球防衛隊。
また、前述のガオグランナー同士が合体して完成する巨大ロボの名称でもある。
ガオグランナー
動物思念を移植したAIを搭載する特殊大型ビークル。
アースグランナーの上半身に変形するタイプと下半身に変形するタイプがあり、両者がキズナ合体することで巨大ロボ・アースグランナーが完成する。
グランナー
駆動兄弟およびカケルがアースブレスを用いて変身した姿。ライガは赤いスーツのグランナーR、クウガは青いスーツのグランナーK、ジョーは緑色のスーツのグランナーJ、カケルは黒いスーツのグランナーX、ゴウは金色のグランナーGに変身する。
変身中はアースエナジーの力によって青年の体格となり、身体能力も向上する。
グランナーゴッド
ゴッドチェンジトミカで変身した姿。金色の翼が生える。
アースエナジー
地球の自転エネルギーから生まれる特別なエネルギー。アースグランナーのメカの動力源となっている。
キズナレベル
ガオグランナーとドライバーの精神的な結びつきの強さを表す数値。ガオグランナーのドライバーになるためには一定の高い値が必要となる。
オレンジピット ジョーノ店
マンリキが勤めるカー用品店。
第17話でアースケイブが破壊されたため、第20話までアースグランナーの臨時基地となっていた。

### ダークスピナーに関連する用語
ダークスピナー
ブレーキー率いる宇宙暴走族で、地球のアースエナジーを逆転させてダークエナジーとし、奪い去ることを目的とする。
故郷である惑星ダークをポールシフトによって失っており、故郷を取り戻すためにダークエナジーを求めている。
ダークエナジー
アースエナジーを逆転させることで生じるエネルギー。
地球上にミステリーサークルを描き、ダークスピナーが「逆転マンボ」なるダンスを踊ることによって徐々に充填されていく。その間、周辺ではさまざまな怪現象が起こる。
サークロン
ダークスピナーが地球に赴く際に搭乗するハンドスピナーによく似た形状のUFO。
基本的には飛行しているが、変形して地上を走り回る他、水中航行も可能。また、逆転マンボを踊ることもできる。
光線を放ってグランナーと交戦するほか、スピンガーと合体して第二形態に強化することができる。
宇宙怪獣スピンガー
ミステリーサークルに充填されたダークエナジーを用いて生み出される怪獣。
ミステリーサークルを描いた地点や作り手の意図によってさまざまな姿で誕生し、サークロンが合体することで第一形態から第二形態に強化される。
ダークエナジーの充填が不十分な状態で生み出した場合、不足するダークエナジーの分小さな姿で誕生する。
超古代文明
かつて地球に存在した文明。ダークスピナーの面々が持つネックレスに反応し、ダークエナジーを供給されることで稼動する。
スピニューガー
超古代文明にダークエナジーを注ぐことで誕生する巨大物体。制御クリスタルを破壊されると、元の遺跡などに戻る。

## スタッフ
- 原作 - タカラトミー[1][2][3]
- 監督 - ウシロシンジ[1][2][3][6]
- 監督補佐 - 松井郁洋、駒屋健一郎（第7話 - 第51話）
- シリーズ構成 - 山田由香[1][2][3][6]
- キャラクターデザイン - 井ノ上ユウ子[1][2][3][6]
- 総作画監督 - 反町司、井ノ上ユウ子
- スピンカーデザイン - 沢田正人、宮崎真一
- 美術監督 - 小髙猛
- 美術設定 - 佐藤由里子（第1話 - 第5話）、守安靖尚（第6話 - 第51話）
- 色彩設計 - 佐藤直
- 撮影監督 - 柚木脇達己
- 編集 - 後田良樹
- CGアドバイザー - 深沢幸司
- CGスーパーバイザー - 瀬尾太
- CGディレクター - 永井有
- CGプロデューサー - 平野翔太
- 編集 - 朝倉紀行
- 音響監督 - えびなやすのり[1][2][3][6]
- 音楽 - 朝倉紀行[1][2][3][6]
- 音楽プロデューサー - 三輪靖史
- 音楽制作 - ポニーキャニオン
- 協力 - 日産自動車、トヨタ自動車（第24話 - 第51話）、本田技研工業（第29話 - 第51話）
- プロデューサー - 金岡英司（テレビ大阪）、斎藤朋之、釜秀樹
- アニメーションプロデューサー - 井上たかし
- アニメーション制作 - オー・エル・エム TEAM INOUE[1][2][3][6]
- 製作 - テレビ大阪、dentsu、OLM[注 4]

## 主題歌
「世界が君を必要とする時が来たんだ」
オーイシマサヨシによるオープニングテーマ。作詞・作曲・編曲はオーイシが大石昌良名義で行っている。
第16話から、一部映像が変更された。
「僕らがヒーロー」
凛と原田謙太のユニット「ダ・ヴィンチ:ポワロ」によるエンディングテーマ。作詞・作曲・編曲は島崎貴光。
エンディング映像の「アースグランナーダンス（EGダンス）」は、キンタロー。が振付を担当している。
第16話からは映像が変更され、ライガとクウガがダンスを踊っている。

## 各話リスト
| 話数   | サブタイトル                                 | 脚本         | 絵コンテ     | 演出       | 作画監督                              | 初放送日       |
| ------ | -------------------------------------------- | ------------ | ------------ | ---------- | ------------------------------------- | -------------- |
| 第1話  | 発進！アースグランナーレオチータ！           | 山田由香     | ウシロシンジ | 吉本毅     | 難波功                                | 2020年 4月5日  |
| 第2話  | 疾風！アースグランナーイーグルチータ！       | ウシロシンジ | 中川聡       | 日下直義   | 横山隆                                | 4月12日        |
| 第3話  | GOGOGO!マッハ ゴウ！                         | ウシロシンジ | 宮崎なぎさ   | 藤代和也   | 石動仁 小宮山由美子 白石悟            | 4月19日        |
| 第4話  | タイプチェンジ！エアロトルネードトミカ！     | 鴻野貴光     | 榎本明広     | 中村憲由   | 五十嵐俊介                            | 4月26日        |
| 第5話  | 燃えろ！ターボファイヤートミカ！             | 山田由香     | 豆冨こびい   | 粟井重紀   | 田内亜矢子                            | 5月3日         |
| 第6話  | 挟み撃ち！地下と空から追いつめろ！           | 大知慶一郎   | 清水聡       | 島崎奈々子 | 加藤壮                                | 5月10日        |
| 第7話  | レッドゾーン！レオがピンチ!?                 | 中村浩二郎   | 飯島正勝     | 岩田義彦   | 藤田和行                              | 5月17日        |
| 第8話  | 双子バースト！背中はまかせた作戦！           | 高橋ナツコ   | 榎本明広     | 吉本毅     | 元廣和恵                              | 5月24日        |
| 第9話  | 飛べ！アースグランナーイーグルシャーク！     | 中村浩二郎   | 矢野博之     | 藤代和也   | 石動仁 小宮山由美子 白石悟            | 5月31日        |
| 第10話 | 襲来！アースグランナーサーベルパンサー！     | 鴻野貴光     | 宮崎なぎさ   | 日下直義   | 難波功                                | 6月7日         |
| 第11話 | スピンターン！カケルとサーベル！             | 山田由香     | 中川聡       | 島崎奈々子 | 横山隆                                | 6月14日        |
| 第12話 | 発動！トルクロック＆スクリューウェーブ！     | 大知慶一郎   | 豆冨こびい   | 粟井重紀   | 田内亜矢子                            | 6月21日        |
| 第13話 | グランナーVSグランナー！                     | 鴻野貴光     | 榎本明広     | 吉本毅     | 酒井強至 山縣研一                     | 6月28日        |
| 第14話 | 進め！少年探検隊！                           | 高橋ナツコ   | 宮崎なぎさ   | 岩田義彦   | 藤田和行                              | 7月5日         |
| 第15話 | 突撃！伝説のメカニック！                     | 中村浩二郎   | 飯島正勝     | 中村憲由   | 五十嵐俊介                            | 7月12日        |
| 第16話 | OKベイベー！アースグランナーバッファゲータ！ | 山田由香     | 島崎奈々子   | 島崎奈々子 | 柳田幸平                              | 7月19日        |
| 第17話 | 守れ！鉄壁のホーンシールド！                 | 大知慶一郎   | 中川聡       | 藤代和也   | 石動仁 小宮山由美子 白石悟            | 7月26日        |
| 第18話 | 打ち砕け！パイルハンマー！                   | 佐藤慎司     | 髙橋滋春     | 中西伸彰   | 山﨑輝彦 海保仁美 上野沙弥佳          | 8月2日         |
| 第19話 | 脅威！ドリフトサンダートミカ！               | 鴻野貴光     | 矢野博之     | 中村憲由   | 飯飼一幸 山村俊了 鎌田耕一            | 8月9日         |
| 第20話 | 赤い閃光！GT-Rトミカ！                       | 中村浩二郎   | 榎本明広     | 粟井重紀   | 田内亜矢子                            | 8月16日        |
| 第21話 | オーバーヒート！魂のキズナ合体！             | 山田由香     | 飯島正勝     | 岩田義彦   | 藤田和行                              | 8月23日        |
| 第22話 | 決別！サーベル暴走！                         | 高橋ナツコ   | 中川聡       | 中村憲由   | 五十嵐俊介                            | 8月30日        |
| 第23話 | リスタート！超古代文明を調査せよ！           | 大知慶一郎   | 中村里美     | 吉本毅     | 横山隆                                | 9月6日         |
| 第24話 | 最上かつ最高！コアグランナースープラ！       | 鴻野貴光     | 榎本明広     | 藤代和也   | 石動仁 小宮山由美子 白石悟            | 9月13日        |
| 第25話 | 氷結！グリップブリザードトミカ！             | 佐藤慎司     | 宮崎なぎさ   | 島崎奈々子 | 難波功 髙橋恵                         | 9月20日        |
| 第26話 | リフトアップ！浮遊要塞センカンジマ！         | 中村浩二郎   | 矢野博之     | 岩田義彦   | 吉田肇 呉耀                           | 9月27日        |
| 第27話 | 圧倒！アースグランナーティラノトプス！       | 鴻野貴光     | 豆冨こびい   | 粟井重紀   | 田内亜矢子                            | 10月4日        |
| 第28話 | アタック！アースグランナークイズ大会！       | 山田由香     | 宮崎なぎさ   | 日下直義   | 元廣和恵                              | 10月11日       |
| 第29話 | 孤高のメカ！コアグランナーNSX！              | 大知慶一郎   | 中川聡       | 岡村正弘   | 藤田和行                              | 10月18日       |
| 第30話 | フルカスタム！赤と青のプテラノドン！         | 高橋ナツコ   | 榎本明広     | 中西伸彰   | 山﨑輝彦 菅原美智代 上野沙弥佳 乘冨梓 | 10月25日       |
| 第31話 | 超高速！ブルーカスタムイーグルストリーム！   | 佐藤慎司     | 宮崎なぎさ   | 中村憲由   | 五十嵐俊介                            | 11月1日        |
| 第32話 | 眠れる獅子王！レッドカスタムアクセルソード！ | 中村浩二郎   | 島崎奈々子   | 日下直義   | 柳田幸平 元廣和恵                     | 11月8日        |
| 第33話 | シェイクダウン！地獄のロデオ！               | 大知慶一郎   | 中川聡       | 中村憲由   | 飯飼一幸 山村俊了 鎌田耕一            | 11月15日       |
| 第34話 | チェッカーフラッグ！オレたちのグランナーG!   | 鴻野貴光     | 飯島正勝     | 藤代和也   | 石動仁 小宮山由美子 白石悟            | 11月22日       |
| 第35話 | パワーチャージ！家族のともしび！             | 高橋ナツコ   | 宮崎なぎさ   | 岩田義彦   | 藤田和行                              | 11月29日       |
| 第36話 | 爆走！ウルトラ横断耐久レース！               | 佐藤慎司     | 清水聡       | 島崎奈々子 | 横山隆                                | 12月6日        |
| 第37話 | 風雲！『母船オー』へ突入せよ！               | 鴻野貴光     | 榎本明広     | 粟井重紀   | 田内亜矢子                            | 12月13日       |
| 第38話 | 激突！ガランドキャニオン大決戦！             | 鴻野貴光     | 飯島正勝     | 内沼菜摘   | 本田隆 Ku Ja Cheon Cha Myoung Jun     | 12月20日       |
| 第39話 | カウントダウン！アースグランナーの秘密！     | 山田由香     | ウシロシンジ | 松井郁洋   | 髙橋恵                                | 12月27日       |
| 第40話 | 宇宙へ！スペースカスタム計画！               | 中村浩二郎   | 矢野博之     | 吉本毅     | 難波功 柳田幸平                       | 2021年 1月10日 |
| 第41話 | 試練！白き神の翼！                           | 山田由香     | 中川聡       | 西村大樹   | 陳亮 王敏                             | 1月17日        |
| 第42話 | サビ覚醒！狙われた地球！                     | 大知慶一郎   | 宮崎なぎさ   | 岩田義彦   | 藤田和行 スタジオ無限                 | 1月24日        |
| 第43話 | ノーブレーキ！さまよえるダークスピナー！     | 佐藤慎司     | 榎本明広     | 日下直義   | 髙橋恵 元廣和恵                       | 1月31日        |
| 第44話 | 結成！地球連合隊！                           | 高橋ナツコ   | 飯島正勝     | 中村憲由   | 五十嵐俊介 古池敏也                   | 2月7日         |
| 第45話 | 完成！ゴッドチェンジトミカ！                 | 鴻野貴光     | 渡部穏寛     | 島崎奈々子 | 横山隆                                | 2月14日        |
| 第46話 | 反撃！陸と空からのダブルアタック！           | 中村浩二郎   | 中川聡       | 藤代和也   | 石動仁 小宮山由美子 白石悟            | 2月21日        |
| 第47話 | ブラックアウト！失われたキズナ！             | 大知慶一郎   | 宮崎なぎさ   | 岩田義彦   | 藤田和行                              | 2月28日        |
| 第48話 | 魂の鼓動！相棒を取り戻せ！                   | 佐藤慎司     | 榎本明広     | 吉本毅     | 柳田幸平 髙橋恵                       | 3月7日         |
| 第49話 | 最終決戦！サビブレーカー攻略大作戦！         | 大知慶一郎   | 飯島正勝     | 粟井重紀   | 田内亜矢子                            | 3月14日        |
| 第50話 | デッドヒート！キズナレベル無限大！           | 鴻野貴光     | 中川聡       | 日下直義   | 横山隆                                | 3月21日        |
| 第51話 | ライドオン！トミカ絆合体アースグランナー！   | 山田由香     | 矢野博之     | 吉本毅     | 難波功 元廣和恵                       | 3月28日        |

## 放送局
| 放送期間                     | 放送時間           | 放送局             | 対象地域       | 備考                                 |
| ---------------------------- | ------------------ | ------------------ | -------------- | ------------------------------------ |
| 2020年4月5日 - 2021年3月28日 | 日曜 9:30 - 10:00  | テレビ大阪         | 大阪府         | 製作局                               |
|                              |                    | テレビ北海道       | 北海道         |                                      |
|                              |                    | テレビ東京         | 関東広域圏     |                                      |
|                              |                    | テレビ愛知         | 愛知県         |                                      |
|                              |                    | テレビせとうち     | 岡山県・香川県 |                                      |
|                              |                    | テレQ              | 福岡県         |                                      |
| 2020年5月9日 - 2021年5月1日  | 土曜 16:00 - 16:30 | キッズステーション | 日本全域       | 製作参加 / CS放送 / リピート放送あり |

| 配信開始日    | 配信時間        | 配信サイト                                                            | 備考                 |
| ------------- | --------------- | --------------------------------------------------------------------- | -------------------- |
| 2020年4月5日  | 日曜 10:00 更新 | Amazonプライム・ビデオ dアニメストア FOD あにてれ ひかりTV ビデオパス | 見放題               |
|               |                 | YouTube TVer                                                          | 2週間無料            |
|               |                 | GYAO!                                                                 | 1週間無料            |
|               |                 | DMM.com Google Play Rakuten TV VIDEX ビデオマーケット                 |                      |
|               | 日曜 19:00 更新 | TSUTAYA TV                                                            |                      |
| 2020年4月6日  | 月曜 0:00 更新  | J:COMオンデマンド                                                     | 見放題配信は翌日から |
| 2020年4月7日  | 火曜 0:00 更新  | milplus ビデオパス                                                    |                      |
| 2020年4月9日  | 木曜 12:00 更新 | HAPPY!動画                                                            |                      |
| 2020年4月12日 | 日曜 12:00 更新 | U-NEXT アニメ放題                                                     |                      |
| 2020年4月16日 | 木曜 12:00 更新 | ゲオTV                                                                |                      |

## DVD
| 巻                       | 発売日        | 収録話        | 規格品番   |
| ------------------------ | ------------- | ------------- | ---------- |
| ライドオン・エディション | 2020年4月29日 | 第1話 - 第3話 | PCBG-53373 |

## ゲーム
『おもちゃがあたる!ロボカバトル』
タカラトミーアーツ販売。本作品と『新幹線変形ロボ シンカリオン』『トランスフォーマー』の3作品を題材としたアーケードカードゲーム。2020年4月より稼働。コアグランナートミカとの連動遊びも可能。